# АК-230
АК-230 е съветска сдвоена корабна автоматична артилерийска установка калибър 30 mm.

## Тактико-технически характеристики
Характеристики на оръдието НН-30 (Нуделман, Неменов)
Револверно с четирикамерен барабан
Калибър, mm: 30 (30×210B mm)
Скорострелност, изстрела в минута: 2×1000
Характеристики на артустановката: Обща маса на АУ, kg:	1900
Максимална далечина на стрелбата, m:	4738
Разчет на установки, души:	2

## Боеприпаси
| Патрон                 | ОФЗ (осколочно-фугасен, запалителен) | БТ (бронебоен, трасиращ) |
| Индекс на патрона      | ОФ-83Д                               | БР-83                    |
| Маса                   |                                      |                          |
| Патрон                 | 1,13 kg                              | 1,12 kg                  |
| Снаряд                 | 0,354 kg                             | 0,360 kg                 |
| Маса на ВВ             | 39 g А-IX-2                          | -                        |
| Маса на барутния заряд | 190 g                                | 190 g                    |
| Налягане в камерата    | 3100 kg/cm²                          | 3100 kg/cm²              |
| Дулна скорост          | 1050 m/s                             | 1050 m/s                 |

Патрон е с електрокапсулна втулка, с месингова гилза.
Патроните от този тип също се произвеждат в КНР, Румъния, Сърбия и Индия. Снаряда БТ на далечина 1000 m пробива броня с дебелина 20 mm.

## Основни ползватели на АК-230
- СССР
  -  Русия
  - КНР като 30 mm двухстволната морска артустановка Тип 69. Масата на установката е 3600 kg с боекомплекта. Гилзите се изхвърлят извън кулата.
  - Сърбия
  - ГДР

## Кораби, носещи АК-230
Дадената артилерийска установка е поставяна на практически всички кораби, построени в годините на нейното производство. В това число влизат Крайцери проект 68-бис, Ескадрени миноносци проект 57-бис, Големи противолодъчни кораби проект 61, Стражеви кораби проект 1159, на различни гранични кораби, на ракетни и торпедни катери, тралчици и десантни кораби. Днес болшинството кораби с тази установка са списани и утилизирани.